# Cerano, Novara
Cerano là một đô thị ở tỉnh Novara ở vùng Piedmont của Ý, tọa lạc cách 90 km về phía đông bắc của Torino và khoảng 14 km về phía đông nam của Novara. Tại thời điểm ngày 31 tháng 12 năm 2004, đô thị này có dân số 6.792 người và diện tích là 32,1 km².
Cerano giáp các đô thị: Abbiategrasso, Boffalora sopra Ticino, Cassolnovo, Magenta, Robecco sul Naviglio, Sozzago, và Trecate.